# Farid Hamlil
Farid Hamlil, né le 26 mars 1984  à Tizi Ouzou en Kabylie, est un footballeur algérien, qui a évolué à la Jeunesse sportive de Kabylie.

## Carrière
- Jeunesse sportive de Kabylie 2005 - 2006
- Jeunesse sportive de Kabylie 2008 - 2010

## Palmarès
- Champion d'Algérie avec la Jeunesse sportive de Kabylie en 2006 et 2008.
- Vice-Champion d'Algérie avec la Jeunesse sportive de Kabylie en 2009.